# 関本四十四
関本 四十四（せきもと しとし、1949年5月1日 - ）は、新潟県糸魚川市出身の元プロ野球選手（投手）・指導者・解説者・評論家。大洋時代の登録名は関本 充宏（せきもと みつひろ）。

## 経歴
糸魚川商工では3年次の1967年、エースとして夏の甲子園予選北越大会準決勝に進出するが、新湊高に完封を喫し甲子園には届かなかった。
同年のドラフト10位で読売ジャイアンツに入団。ドラフトで指名されながら、打撃投手としての扱いしか受けず3年間は一軍登板が無かった。
1971年に一軍ローテーションに抜擢され、10勝・防御率2.14（リーグ5位）の成績を残して、ヤクルトの若松勉との新人王争いを制す。入団4年目での新人王受賞は小関竜也（1998年、西武）と並ぶ記録であるが、同期入団で1年目に新人王になった高田繁からは「セキ、お前のは新人王じゃない。インチキ新人賞だ」といつも言われていたという。同年の阪急との日本シリーズでも、2試合に先発し第3戦では完投勝利を挙げ、チーム日本一に大きく寄与した。
1972年は2勝と落ち込む。
1973年も主戦投手として18試合に先発し規定投球回数もクリアするが、敬遠で満塁策を取りながら次の打者に押し出し四球を与えることを2度も記録し、4勝に留まる。
1974年には10勝をマークし、防御率2.28で最優秀防御率を獲得。同年6月9日のヤクルト戦では初回にロジャー・レポーズに許した左前安打のみの1安打完封勝利を飾るが、残りは全て内野への打球または三振で、外野への飛球僅か1本という記録を残している。
1975年は0勝に終わる。同年の中日戦の大乱闘（後述）をきっかけに素行および性格面が問題視された。
1976年に加藤初・伊原春樹とのトレードで玉井信博と共に太平洋クラブライオンズへ移籍するが、太平洋でも僅か1勝と不本意の成績に終わる。
1977年には山下律夫・高垣義広とのトレードで大洋ホエールズへ移籍するが、1978年限りで現役を引退。
引退後は文化放送解説者・テレビ朝日ベンチリポーター・ベースボール・マガジン社顧問を務め、1982年6月には土井正三と共に野球指導のために中国・北京市に招待された。
その後は巨人に復帰して二軍投手コーチ（1986年 - 1989年）→三軍投手コーチ（1990年 - 1991年）を務めた。
退団後はラジオ日本解説者・デイリースポーツ評論家（1992年 - 2003年）を経て、2度目の巨人二軍投手コーチ（2004年 - 2005年）を務めた。　　
2006年からは再びラジオ日本解説者・デイリースポーツ評論家を務め、2014年3月に夫人が出身である縁から玉川大学特別コーチに就任。
2020年3月に退任し、その後はラジオ日本解説者・デイリースポーツ評論家に復帰している。

## 人物
名前の「四十四」は、関本の父が44歳の時に生まれたことに由来する。その父は相撲が好きで野球に興味がなかったらしく、関本がドラフトで巨人に指名された際にも「背番号は何番だ、1番か」（高校野球では主戦投手が1番だったため）「お前、背番号44はもらえんのか」と心配しており、プロ入りが決まった後も「もし駄目だったら立浪部屋へ電話するから」と言う始末（当時の立浪親方が新潟県出身だったため）。関本の父は巨人の44番が外野手の才所俊郎であるばかりか、1番が当時6年連続本塁打王だった王貞治であることさえ知らなかったという（後述の加藤との対談より）。
1971年には1軍での登板がないにもかかわらず、背番号が53から20に変更されたが、これは当時の川上哲治監督の独断によるものである。それまでの巨人の20番は大友工や堀本律雄がつけるなど「準エース」のイメージが強かったため牧野茂ヘッドコーチなどは猛反対したが、川上監督が「俺が来年関本を使うんだ」と押し切ったという。関本は川上の期待に応えて新人王を獲得したが、現役引退後のベースボールマガジンで加藤博一と背番号について対談した際に、「まだ海の物とも山の物とも分からないような奴によく20番なんか与えたもんだよ」と苦笑しながら話していた。その後関本は1975年の1年間だけ背番号を自分の名前にちなんだ44番にするが、当時から背番号を大きくすることは「降格」を意味することと考えられており、しかも、最優秀防御率のタイトルを獲得した投手が大きな番号への変更を申し出た前例はなかった。しかし関本がフロントに「背番号を20から44に変更したい」と伝えたところ、その場で了承されたという。44へのこだわりはやはり強く、巨人の三軍コーチを務めた1990年から2年間は背番号144を使用した(背番号144というのは選手は勿論の事、監督・コーチ陣においても非常に珍しい)。
太平洋に移籍した時の背番号が18番で、巨人ではエースナンバーとされていた事から、『独特の雰囲気があり、オレには相応しくない。案の定、1年だけだった。大洋に再移籍して14番をもらった時にはホッとしたよ』と前述の加藤との対談で語っていた。

## 選手としての特徴
大柄な体を生かして力強い球を投げた。一方で、とにかく投げさせてみなければわからない、気分にムラがある投手だった。

## エピソード
1975年7月3日、札幌市円山球場で中日ドラゴンズとの試合中、三塁走者だった髙木守道は、俊足を生かしピッチャーゴロで本塁突入を試みるが、そのときの投手だった関本に三本間で挟まれタッチアウトとなる。しかし、関本がタッチの際に髙木の顔面にグラブを当てたことで髙木は激昂。ラフプレーの当事者である関本は謝るどころか、憤る高木を殴りつけ乱闘騒ぎとなった。

## 詳細情報

### 年度別投手成績
| 年 度     | 球 団     | 登 板 | 先 発 | 完 投 | 完 封 | 無 四 球 | 勝 利 | 敗 戦 | セ 丨 ブ | ホ 丨 ル ド | 勝 率 | 打 者 | 投 球 回 | 被 安 打 | 被 本 塁 打 | 与 四 球 | 敬 遠 | 与 死 球 | 奪 三 振 | 暴 投 | ボ 丨 ク | 失 点 | 自 責 点 | 防 御 率 | W H I P |
| --------- | --------- | ----- | ----- | ----- | ----- | -------- | ----- | ----- | -------- | ----------- | ----- | ----- | -------- | -------- | ----------- | -------- | ----- | -------- | -------- | ----- | -------- | ----- | -------- | -------- | ------- |
| 1971      | 巨人      | 35    | 19    | 3     | 1     | 0        | 10    | 11    | --       | --          | .476  | 587   | 146.2    | 118      | 6           | 39       | 3     | 3        | 68       | 1     | 0        | 49    | 35       | 2.14     | 1.07    |
| 1972      | 巨人      | 23    | 10    | 2     | 0     | 0        | 2     | 6     | --       | --          | .250  | 304   | 70.2     | 79       | 4           | 25       | 0     | 1        | 34       | 2     | 0        | 37    | 34       | 4.31     | 1.47    |
| 1973      | 巨人      | 38    | 18    | 4     | 1     | 0        | 4     | 10    | --       | --          | .286  | 593   | 140.0    | 143      | 17          | 46       | 4     | 3        | 69       | 0     | 0        | 63    | 53       | 3.41     | 1.35    |
| 1974      | 巨人      | 37    | 18    | 6     | 3     | 0        | 10    | 5     | 1        | --          | .667  | 652   | 162.0    | 136      | 9           | 39       | 3     | 11       | 55       | 1     | 0        | 45    | 41       | 2.28     | 1.08    |
| 1975      | 巨人      | 14    | 11    | 0     | 0     | 0        | 0     | 4     | 0        | --          | .000  | 220   | 47.2     | 59       | 7           | 19       | 2     | 3        | 18       | 0     | 0        | 27    | 21       | 3.94     | 1.64    |
| 1976      | 太平洋    | 11    | 7     | 1     | 0     | 0        | 1     | 4     | 0        | --          | .200  | 188   | 41.0     | 56       | 4           | 13       | 0     | 1        | 11       | 0     | 0        | 24    | 22       | 4.83     | 1.68    |
| 1977      | 大洋      | 4     | 1     | 0     | 0     | 0        | 0     | 1     | 0        | --          | .000  | 27    | 6.0      | 9        | 2           | 0        | 0     | 0        | 1        | 1     | 0        | 5     | 4        | 6.00     | 1.50    |
| 1978      | 大洋      | 4     | 0     | 0     | 0     | 0        | 0     | 0     | 0        | --          | ----  | 30    | 5.1      | 10       | 3           | 2        | 0     | 1        | 1        | 1     | 0        | 9     | 6        | 10.80    | 2.25    |
| 通算：8年 | 通算：8年 | 166   | 84    | 16    | 5     | 0        | 27    | 41    | 1        | --          | .397  | 2601  | 619.1    | 610      | 52          | 183      | 12    | 23       | 257      | 6     | 0        | 259   | 216      | 3.14     | 1.28    |

- 各年度の太字はリーグ最高

### タイトル
- 最優秀防御率：1回 （1974年）

### 表彰
- 新人王 （1971年）

### 記録
- オールスターゲーム出場：1回 （1974年）

### 背番号
- 53 （1968年 - 1970年）
- 20 （1971年 - 1974年）
- 44 （1975年）
- 18 （1976年）
- 14 （1977年 - 1978年）
- 84 （1986年 - 1989年、2004年 - 2005年）
- 144 （1990年 - 1991年）

### 登録名
- 関本 四十四 （せきもと しとし、1968年 - 1976年）
- 関本 充宏 （せきもと みつひろ、1977年 - 1978年）

## 関連情報

### 出演番組
- ゴールデンナイター／プロ野球中継（テレビ朝日。ベンチリポーター）
- 文化放送ライオンズナイター（文化放送。解説者）
- 文化放送ホームランナイター（文化放送。解説者、ベンチリポーター）
- 関本四十四のプロ野球おもしろ情報（文化放送）
- ラジオ日本ジャイアンツナイター（アール・エフ・ラジオ日本。解説者）

### 連載
- 球界地獄耳・関本四十四の巨人軍、ダッグアウト秘話（リアルライブ、2010年4月26日 - 8月11日の全26回）

### 著書
- 誰も書かなかった ジャイアンツ二軍生活の内幕（1983年1月、恒文社発行。書籍コード：ISBN 477040543X）